# Matizes (álbum)
Matizes é um álbum do cantor e compositor brasileiro Djavan, lançado em 2007. Possui canções nos ritmos e estilos mais variados, como samba, blues, baladas, boleros, bossa nova e canções típicas; muitas foram seus hits, como "Pedra", "Desandou", "Fera", "Delírio dos Mortais" e "Adorava Me Ver Como Seu".

## Background
O álbum teve diversas críticas mistas e positivas. Em entrevista o cantor-compositor define o título do álbum a partir de sua canção título: "Há uma diversificação de gêneros, ritmos e arranjos que sugere uma certa gradação, por isso o nome Matizes.".
Sobre a canção "Imposto" presente em destaque na maioria das críticas, Djavan diz: "É horrível você se sentir lesado para todo lado que se vira. E nem precisa de inspiração para escrever sobre isso. Basta viver no Brasil" .

## Recepção
Mariano Prunes na Allmusic recebeu o álbum numa crítica mista ao se referir ao álbum como "mais uma exibição exemplar de seu estilo único de composição e canto", com ao desdobrar de sua crítica: "Não é nenhuma obra-prima, mas apenas uma multa para além de uma impecável discografia do Djavan", e se refere a faixas significantes como "Matizes", "Louça Fina", "Delírio dos Mortais" e "Pedra" .
O jornalista Hugo Sukman do jornal: O Globo recebeu o álbum numa crítica positiva (a referente crítica é apresentada como release para o álbum no site oficial do cantor). Hugo se refere ao álbum como "o mais radicalmente autoral de todos". Hugo traz críticas positivas as faixas do álbum, exaltando a grande parte das faixas do álbum, se referindo as canções "Joaninha" e "Azedo e Amargo" como um instant classic as comparando com as canções "Açaí" e "Oceano" (hits do cantor dos anos 1980); em "Joaninha" diz: "harmonia complexa, melodia original, sonoridade estranha, de resultado misterioso e encantador"; às canções "Fera", "Pedra" e "Adorava Me Ver Como Seu", Hugo as define como "Este trio de canções típicas mostra a síntese musical achada por Djavan {...} mostra como ele desenvolveu um discurso musical e amoroso próprio" .
Ider Oliveira do site "Canal Pop" (afiliado ao provedor de internet Terra Networks) em curta crítica positiva diz: "A qualidade musical impecável já era prevista, além do repertório versátil, com ritmos que passam por samba, jazz, pop, funk...". A nota é de 4 para 5 estrelas.

## Faixas
1. Joaninha (Djavan) - 5:35
2. Azedo e Amargo (Djavan) - 4:41
3. Mea-Culpa (Djavan) - 4:04
4. Imposto (Djavan) - 4:16
5. Delírio dos Mortais (Djavan) - 3:50
6. Louça Fina (Djavan) - 5:12
7. Matizes (Djavan) - 4:59
8. Por Uma Vida em Paz (Djavan) - 4:44
9. Desandou (Djavan) - 4:35
10. Adorava Me Ver Como Seu (Djavan) - 4:50
11. Pedra (Djavan) - 4:38
12. Fera (Djavan) - 7:38